# Ictiocentauro

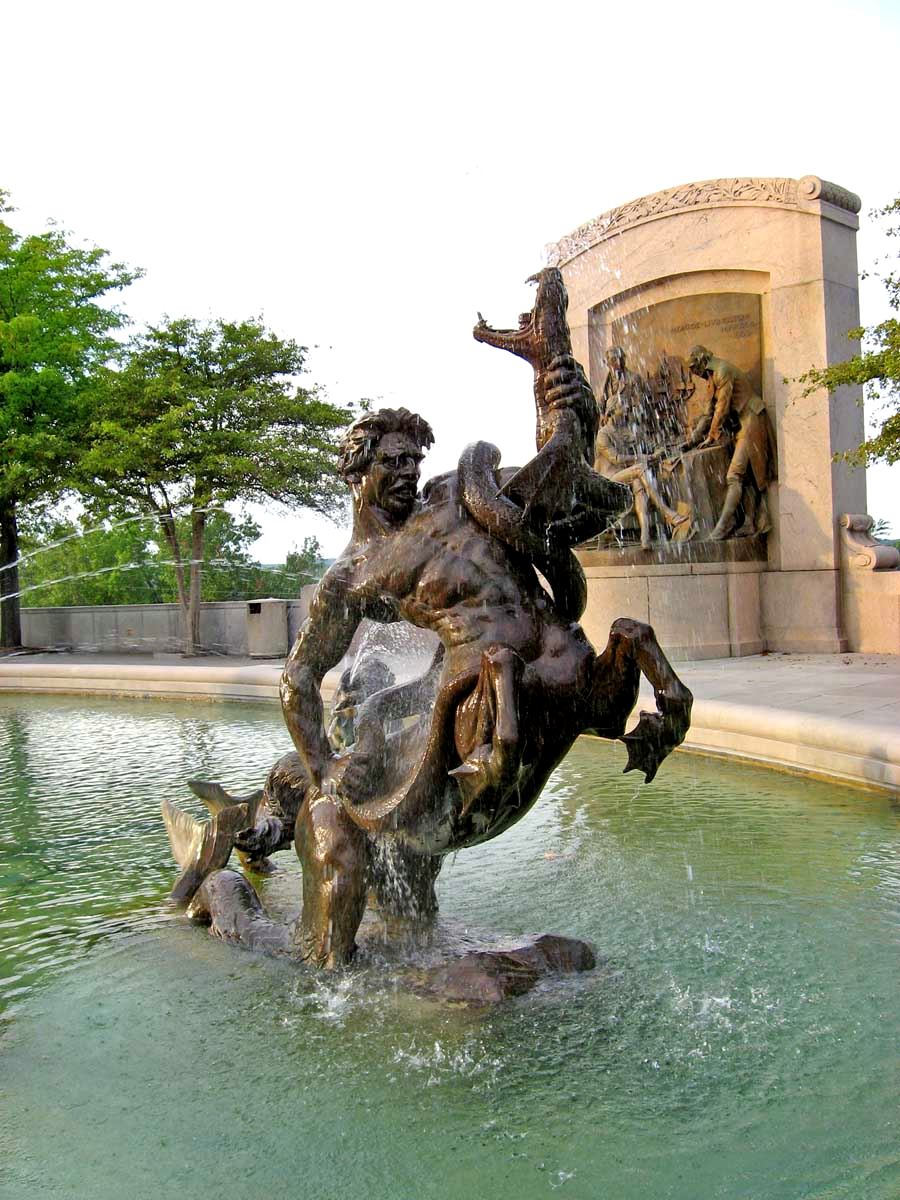
Estatua de un ictiocentauro fuera del capitolio del Estado de Misuri.

En el arte griego clásico tardío, los ictiocentauros (sing.: ἰχθυοκένταυρος / ikhthyokéntauros; pl: ἰχθυοκένταυροι / ikhthyokéntauroi) eran criaturas representadas como centauros de mar, esto es, con las patas delanteras de un caballo, el cuerpo superior de un humano, el frente inferior de un caballo, y la cola de un pez. Las fechas de ejemplo más tempranas al siglo II a. C., entre los frisos en el altar de Pérgamo. Hay ejemplos más lejanos de Afros o Afro y/o Bitos o Bito, las personificaciones de la espuma y el abismo, respectivamente, descritos como ictiocentauros en mosaicos y esculturas.
La Suda dice que al menos Afro era hijo de Crono y Fílira, y por lo tanto hermano de Quirón.
El término "ictiocentauro" fue acuñado tardíamente, atribuible al escritor bizantino Juan Tzetzes en el siglo XII. Son también referidos como centauros marinos.

## Nomenclatura

### Origen
"Ictiocentauro" no es un concepto en el vocabulario de la antigüedad Clásica en absoluto. La palabra fue primero utilizada en el siglo XII por Juan Tzetzes en su comentario Sobre Licofrón, 34; y pudo haber sido acuñado por él.

### Significado
Un ictiocentauro es un tritón representado teniendo las piernas delanteras de un caballo, en lugar de solo tener la parte inferior de un pez.
El concepto proviene dos palabras diferentes. Ictio- es una raíz del griego ikhthis (ιχθύς) "pez"; y centauro, del griego kentauros (κένταυρος), corresponde a la criatura de la mitología clásica que tiene el cuerpo superior de un hombre sujetado al cuerpo y las piernas de un caballo.

### Sinonimias
El concepto y su equivalente en otras lenguas europeas (alemán: Ichthyokentaur, plural: Ichthyokentauren; francés: ichthyocentaure, inglés: ichthyocentaur) ha sido utilizado en comentarios de arte clásico en la Edad Moderna, mientras que términos vernáculos como "centauro marino" (alemán: Seekentauren, Fischkentauren; francés: centaures marins; inglés: sea centaurs) también han sido aplicados de manera intercambiable. Henri van de Waal (1976) colocó "ictiocentauro", "centaurotritón", y "centauro marino" en el mismo grupo iconográfico, o Iconclass, siendo así adoptado en textos arqueológicos.

## Representaciones

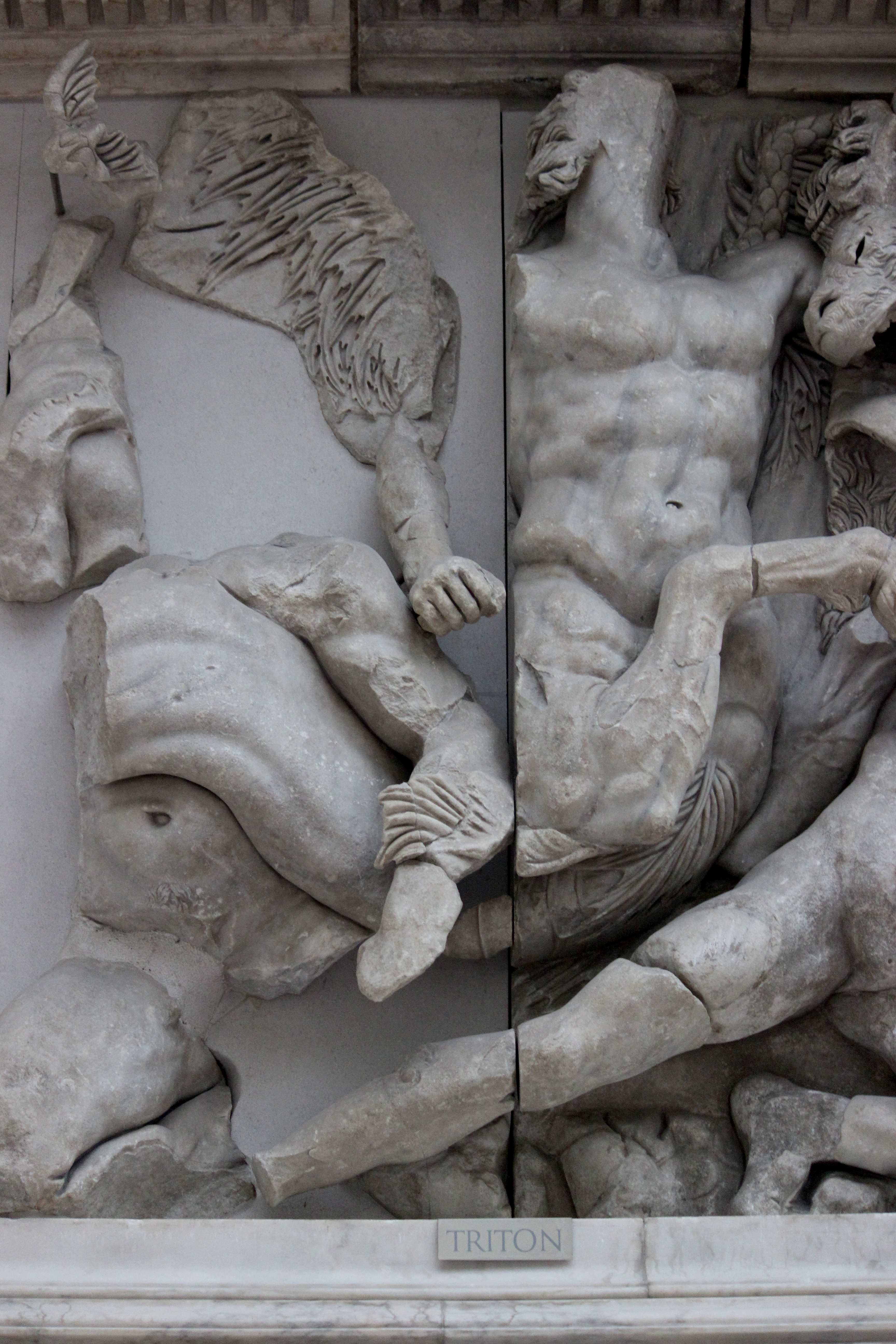
Tritón en el altar de Pérgamo

### Altar de Pérgamo
La representación más antigua registrada de un ictiocentauro se encuentra en las esculturas de relieve del altar de Pérgamo (siglo II a. C.), pese a que la inscripción etiqueta la figura como un "tritón". El ictiocentauro en esta escultura tiene alas en su espalda, las cuales son de un tipo peculiar que parece no ser de plumas sino de alguna clase de alga o partes de especies marinas. Algunas veces son retratados con un par de brazos como pinzas, como de una langosta, emergiendo de sus cabezas.

### AfrosyBythos
El mosaico de Venus Anadiomena desenterrado en Zeugma, Turquía muestra a Afrodita emergiendo de una concha, apoyado por dos "centauros marinos", interpretados como nombres especiales para los tritones, según un estudio publicado por el líder del equipo de excavación francés. El mosaico incluye inscripciones, identificando los centauros marinos como Afros (personificación de la espuma de mar) y Bythos (personificación de las profundidades marinas).
En el mosaico de Zeugma, el tritón que parece más viejo es Afros, y el más joven es Bythos, cual es contrario a la convención que se ve en otros ejemplos. Este mosaico data del siglo III d. C., y es parte de la colección del Museo de Arqueología de Gaziantep, albergado en el anexo denominado como Museo de Mosaicos de Zeugma.

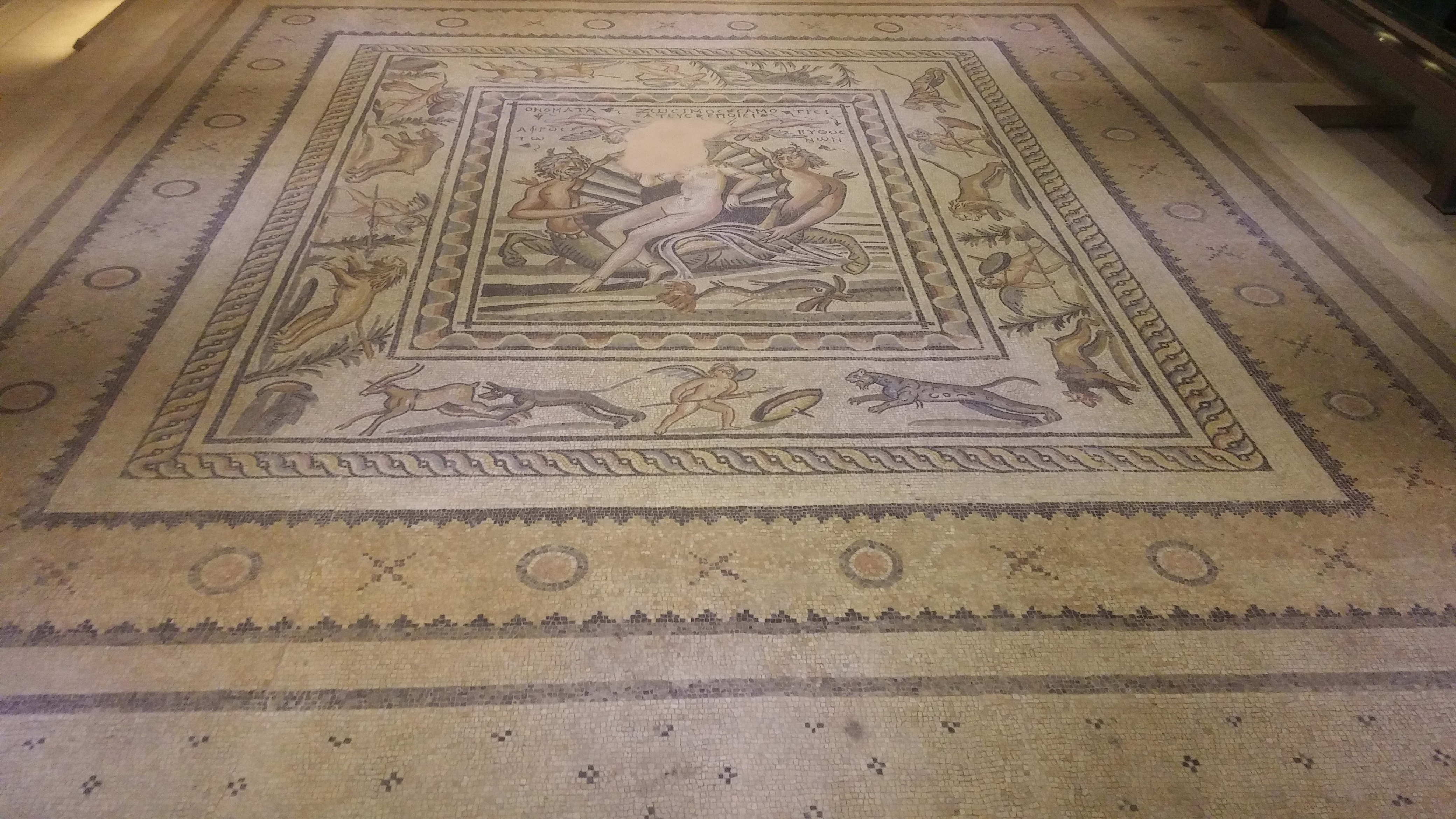
Afrodita con Bythos y Afros. Museo de Mosaicos de Zeugma.

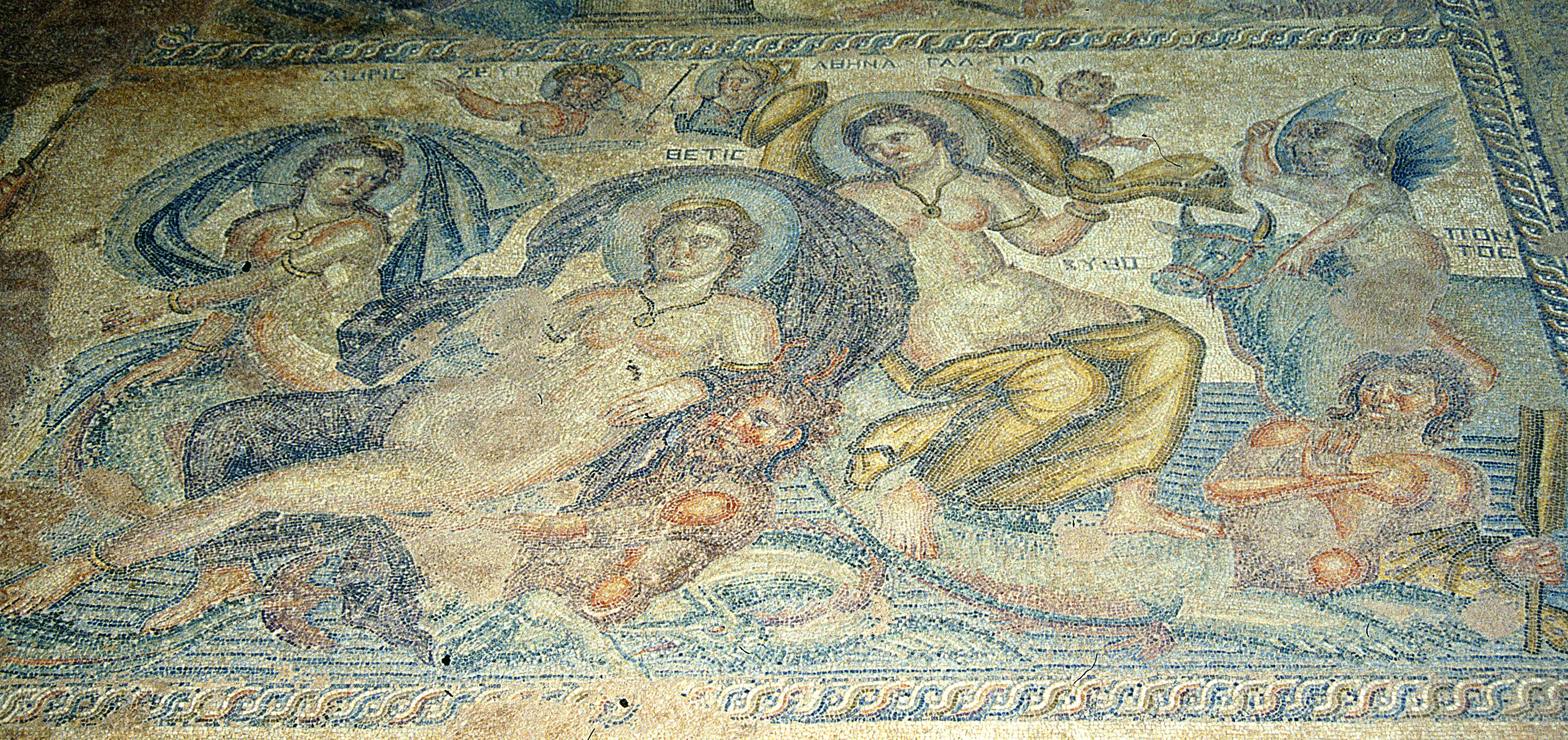
Tetis (centro) y Bythos (centro, abajo). Mosaico "Concurso de belleza entre Casiopea y las nereidas", Parque Arqueológico de Pafos.

En un mosaico encontrado bajo una catedral en Apamea, Siria (c. 362-363), hay un Afros con forma de ictiocentauro. Este Afros (identificado como tal a partir de una inscripción) es descrito como un tritón joven con antenas de langosta en su cabeza, y cabello de algas. Bythos también aparece en el mismo grupo; aparece evidentemente más viejo, y el comentarista remarca que este no es sino el "Hombre Viejo del Mar".
El mosaico de Pafos representa a Bythos solo, portando a la nereida Tetis junto con otras dos nereidas, Doris y Galateia.
Ambos dioses marinos también aparecen en un par de esculturas coincidentes (pertenecientes a los museos del Louvre y del Vaticano) que los representan llevando a Sileno compañeros del dios Dioniso, después de que su compañía fue conducida al mar por el rey Licurgo de Tracia.
Afros es glosado como un rey de la antigua Libia y el progenitor de los Afroi (o cartagineses) según la entrada en el léxico bizantino Suda. Un mosaico descubierto en Túnez confirma esta creencia; representa a un par de dioses marinos africanos que nadan junto al carro de Poseidón: uno es el ictiocentauro Afros y el otro un tritón de cola doble, dios del lago Tritonis en Libia. La Suda también afirma que este Afros era hijo de Cronos y Filira. Esto coincide con la paternidad del centauro Quirón, quien era hijo del titán Crono y la ninfa Filira (Bibliotheke de Pseudo-Apollodorus 1.2) de lo cual se puede deducir que este Afros y Quirón eran hermanos. Afros quizás fue considerado como el padre adoptivo de Afrodita, dada su similitud en los nombres.

### Descripciones literarias
Un ejemplo literario tardío es el poema de Claudiano, Epithalamium para la boda de Honorio y María, en la cual Venus monta a Tritón en su espalda como parte de su procesión nupcial. Ahí se describe a Tritón de la siguiente manera: "El temible monstruo surgió del abismo; su ondulante cabello barrió sus hombros; pezuñas de cuerno crecidas alrededor de cerdas brotaron de donde su cola de pez se unió a su cuerpo humano". Wilhelm Heinrich Roscher observó que este tritón está siendo descrito como un subtipo de ictiocentauro, teniendo en realidad las patas delanteras de un toro.

### Periodo renacentista
El sátiro de mar de Konrad Gesner también ha sido descrito como un ictiocentauro o un demonio marino, en su capítulo sobre los tritones en su Historia animalium IV (1558). En la edición traducida al alemán, esta creatura es denominada "Meerteuffel ['sic.]" o "demonio marino".

### Heráldica
Especies del tipo ictiocentauro, con distintos nombres tales como "fauno marino", "monstruoso sátiro de mar" o "pez-centauro" también ha sido utilizado en emblemas heráldicos.